# Jenodamo de Citera
Jenódamo de Citera (en griego, Χενοδαμος) fue un músico de la antigua Grecia, oriundo de la isla homónima, y que vivió en tiempos de Licurgo en la ciudad de Esparta. Fue alumno de Tales de Creta. A su vez, Jenodamo fue maestro de otros músicos que compusieron peanes, aunque de él se decía que componía hiporquemas y no peanes.